# San Diego Flash
San Diego Flash foi uma agremiação esportiva da cidade de San Diego, Califórnia.

## História
O clube disputou a A-League entre 1998 e 2001. Em 2001 passa a se chamar San Diego FC. Esse novo nome porém durou apenas uma temporada. Em 2002 o clube entra em hiato, retornando apenas em 2010 com o nome inicial.
A partir de 2011 a equipe disputa a National Premier Soccer League, liga que permanece até 2015, quando se licencia novamente.